# Enzianartige
Die Enzianartigen (Gentianales) sind eine Ordnung innerhalb der Bedecktsamigen Pflanzen (Magnoliopsida).

## Beschreibung
In dieser Ordnung gibt es eine Vielzahl von unterschiedlichen Lebensformen. Gehölze: von Lianen über Sträucher bis zu Bäumen; krautige Pflanzen und Sukkulenten. Die Laubblätter sind gegenständig. Nebenblätter können vorhanden sein oder fehlen. 
Die Blüten sind radiärsymmetrisch mit überwiegend contorter Ästivation. Die Kronblätter sind verwachsen. Es ist nur ein Staubblattkreis vorhanden.

## Systematik
Die Enzianartigen werden innerhalb der Asteriden zu den Euasteriden I gestellt. Sie umfassen fünf Familien, wobei die Rubiaceae die Schwestergruppe zu allen anderen Familien darstellt:
- Hundsgiftgewächse (Apocynaceae)
- Gelsemiaceae
- Enziangewächse (Gentianaceae)
- Brechnussgewächse (Loganiaceae)
- Rötegewächse (Rubiaceae)